# دالي بولوك
دالي بولوك (بالإنجليزية: Dale Pollock)‏ هو منتج أفلام وكاتب أمريكي، ولد في 1950.

## وصلات خارجية
- دالي بولوك على موقع IMDb (الإنجليزية)
- دالي بولوك على موقع قاعدة بيانات الفيلم (الإنجليزية)